# Verbal (rapper)
Ryu Young-ki (hangul: 류영기; hanja: 柳榮起; rr: Ryu Yeong-gi; MR: Ryu Yŏnggi; nascido em 21 de agosto de 1975) mais conhecido por seu nome artístico Verbal, é um rapper, produtor musical e diretor de vídeos musicais japonês de ascendência sul-coreana. Ele iniciou sua carreira artística em 1998 como um dos membros do grupo de hip hop M-Flo. Canções do M-Flo como  "How You Like Me Now?" e "Come Again", lideradas pelo rap de Verbal, conquistaram êxito no início dos anos 2000, o levando a produzir diversos artistas no Japão como Crystal Kay, BoA, Kumi Koda, Namie Amuro, entre outros.
Verbal é membro de outros grupos de hip hop, como Mic Banditz e Teriyaki Boyz, e já trabalhou com artistas ocidentais como Kanye West, Pharrell e Kylie Minogue, entre muitos outros. Ele também é o presidente da gravadora Espionage Records (um selo da Rhythm Zone da Avex Group), possui a agência de produção Kozm e uma marca de roupas chamada Ambush, co-fundada com sua esposa Yoon.
Em 2011, Verbal lançou sua carreira solo através do álbum Visionair.

## Biografia e carreira

### 1975–1997: Primeiros anos e início na música
Verbal nasceu em Tóquio no Japão no ano de 1975. Em 1985, seus pais se mudaram para Boston nos Estados Unidos para trabalhar. Durante um acampamento de verão da YMCA, Verbal foi exposto ao hip hop pela primeira vez, quando as crianças cantaram a canção "It's Tricky" do grupo Run-D.M.C. no ônibus que os levariam ao acampamento. A partir de então, ele se tornou impressionado e influenciado pela cultura hip hop de Nova York e aos catorze anos começou a escrever letras em inglês. Seus pais e ele voltaram para Tóquio e Verbal passou a frequentar a St. Mary's International School. Ele conheceu Taku Takahashi e a dupla formou uma banda de rap-rock, chamada N.M.D. em 1992. A banda recebeu diversas ofertas de grandes gravadoras após suas apresentações ao vivo, no entanto, como Verbal não viu ser um rapper como uma carreira possível, ele recusou as ofertas.
Posteriormente, Verbal retornou aos Estados Unidos para estudar filosofia e marketing no Boston College. Em seu primeiro ano de universidade, ele abandonou seus planos iniciais, após uma grande decepção amorosa, convertendo-se ao protestantismo e decidindo realizar um mestrado na Gordon-Conwell Theological Seminary para se tornar um pastor. Suas influências musicais começaram com grupos de gangsta rap como N.W.A. Após ele comprar por engano um álbum do grupo Gang Starr, ele se interessou pelo hip hop da costa leste estadunidense, incluindo De La Soul e Pete Rock & CL Smooth.

### 1998: Estreia com o M-Flo
Em 1998, Verbal voltou para uma pausa durante o inverno no Japão. Durante esse tempo, ele gravou um rap para um cover de "The Way We Were" de Barbra Streisand, que Takahashi estava produzindo. Masaji Asakawa, do grupo de DJs GTS, um contato de Takahashi, acreditava que a canção era de alta qualidade. Então o grupo M-Flo foi oficialmente formado, com Verbal e Takahashi gravando muitas canções juntos. Asakawa acreditava que uma dessas músicas, "Been So Long", com a participação dos vocais de uma amiga em comum de Verbal e Takahashi, Lisa, tinha qualidade suficiente para tentar convencer Verbal a se tornar um músico em tempo integral,  o que realmente aconteceu e o grupo estreou contendo três integrantes (tendo Lisa como vocalista), em 1999 com The Tripod E.P., que estreou no top 10 da parada japonesa Oricon Singles Chart.
O grupo alcançou grande sucesso em 2000 e 2001 com as canções "How You Like Me Now?" e "Come Again", com o primeiro vendendo mais de 220.000 mil cópias e o último aproximadamente de 390.000 mil cópias. O segundo álbum do grupo, Expo Expo, estreou em número quatro nas paradas. Durante os dois primeiros álbuns do grupo, Verbal viajava entre o Japão e a América, para conseguir terminar seus estudos. Durante esses anos iniciais, ele já havia colaborado com um grande número de artistas japoneses, incluindo a produção da unidade de rap feminina Heartsdales.
Em 2002, Lisa deixou o M-Flo após um desentendimento, para seguir carreira solo. Durante esse tempo, os trabalhos solo de Verbal e Takahashi se intensificaram, com Verbal assumindo um papel importante em dois supergrupos diferentes de hip hop: Mic Banditz e Suite Chic. No ano seguinte, o M-Flo retornou de sua pausa, mas em vez de usar um novo vocalista em tempo integral, o grupo apresentou um músico famoso diferente em cada uma de suas canções.

### 2002: Mic Banditz, Teriyaki Boyz e últimos lançamentos do M-Flo

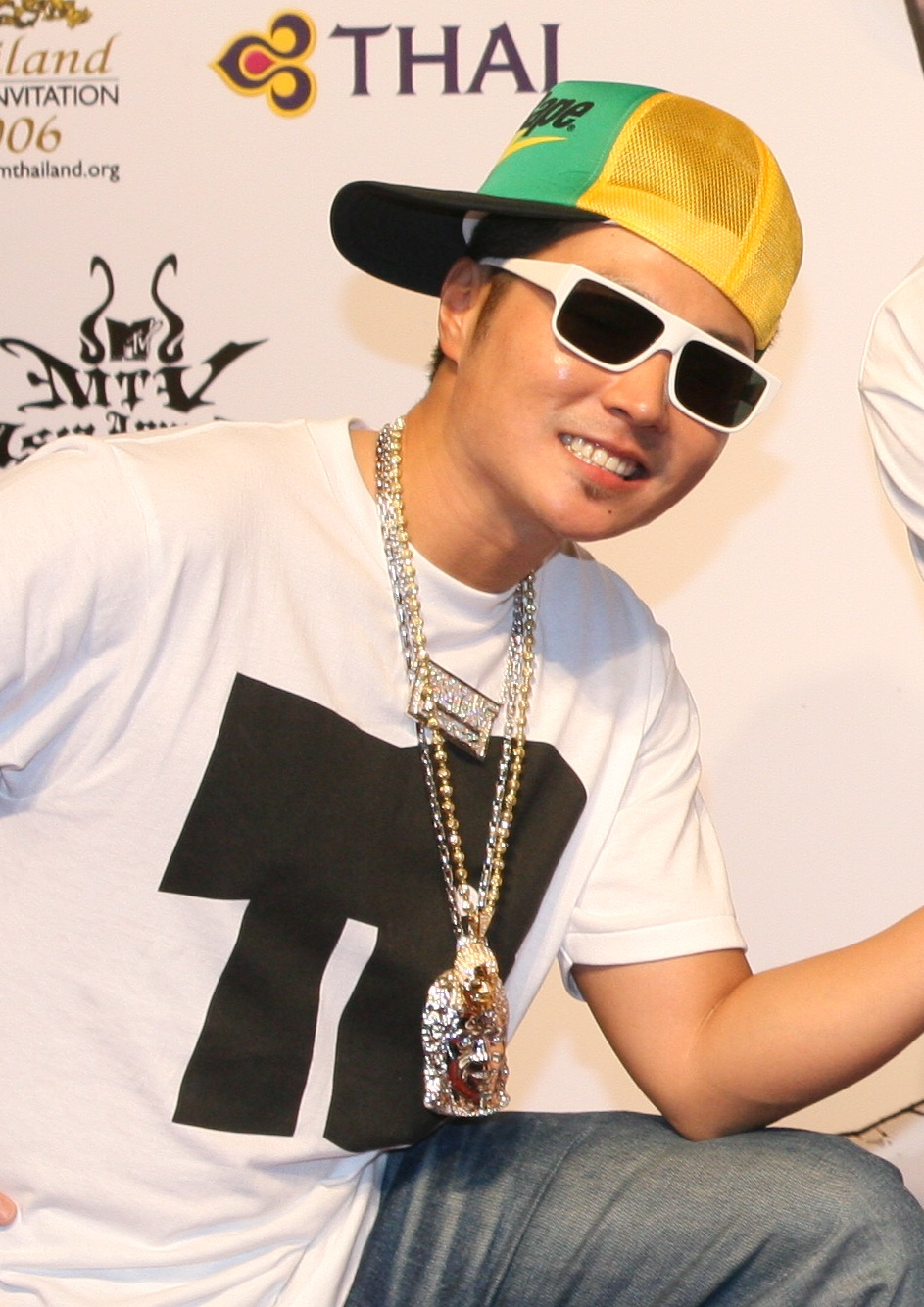
Verbal em Bancoque, Tailândia em 2006.

Em 2002, Verbal formou o supergrupo de hip hop japonês Mic Banditz em sua gravadora Espionage Records. O grupo incluiu os rappers Verbal, Arkitec, 51-Goichi-, Coyass e a dupla Clench & Blistah. O grupo apresentou um som de hip-hop mais tradicional em contraste com o som influenciado pelo pop do M-Flo. Eles lançaram dois álbuns completos de rap, com a maior parte das canções em língua japonesa e colaboraram com a cantora de R&B, Emi Hinouchi, que havia assinado contrato com a Tachytelic Records de Taku Takahashi. O grupo está em hiato desde 2005.
Em 2005, Verbal tornou-se membro de outro supergrupo de hip hop, Teriyaki Boyz. O grupo colaborou com muitos músicos de hip hop ocidentais famosos, como The Neptunes, Beastie Boys, Kanye West e Pharrell Williams. O grupo adquiriu mais destaque no ocidente com o tema homônimo do filme Velozes e Furiosos: Desafio em Tóquio em 2006.
Em 2007, M-Flo lançou seu último álbum com diferentes vocalistas, Cosmicolor. Posteriormente, o grupo lançou esporadicamente, uma sucessão de diferentes álbuns de compilação. Verbal tem consistentemente trabalhado com outros artistas desde então, produzindo músicas para artistas como BoA e Halcali. Algumas de suas maiores colaborações têm sido um cover da canção da banda Godiego, "The Galaxy Express 999" com o grupo Exile, que foi certificada como platina dupla para downloads de celulares pela RIAJ e uma colaboração com Kana Nishino, "Kimi no Koe o ", que foi certificada como ouro para downloads de celulares.
Em 2010, Verbal dirigiu seu primeiro vídeo musical, "Pa to Hanasaku" de Minmi, que também o apresenta em suas cenas.

## Discografia
- Visionair (2011)